# Heggenwikke
De heggenwikke (Vicia sepium) is een vaste plant uit de vlinderbloemenfamilie (Leguminosae). De heggenwikke is klimmend of kruipend en is te vinden langs wegen, in heggen (vandaar de Nederlandse naam), op bouwland, grasland en in gemengd bos.

## Kenmerken
De plant kan wel een meter lang worden. De bladeren en stengels hebben korte haartjes of zijn nagenoeg kaal.
De bloem is, vaak bleek, paars, rood of blauw van kleur en wordt 1-1,5 cm groot. De onderste kelktanden zijn korte dan de kelkbuis en zijn ongelijk van lengte. De bloemen vormen een tros met twee tot zes kortgesteelde bloemen. De bloeitijd is van mei tot augustus.
Het blad is geveerd en bestaat uit drie tot negen paar deelblaadjes, die langwerpig tot eirond zijn. De gekrulde, vertakte ranken helpen bij het klimmen. De steunblaadjes zijn voorzien van een zwarte vlek.
De vrucht van de heggenwikke is een peul van 2-3,5 cm lang. De peulen zijn zwart, onbehaard en bevatten drie tot tien zaadjes.
Aan de onderzijde van de steunblaadjes scheidt de plant nectar af die vaak door mieren wordt opgelikt.

## Afbeeldingen

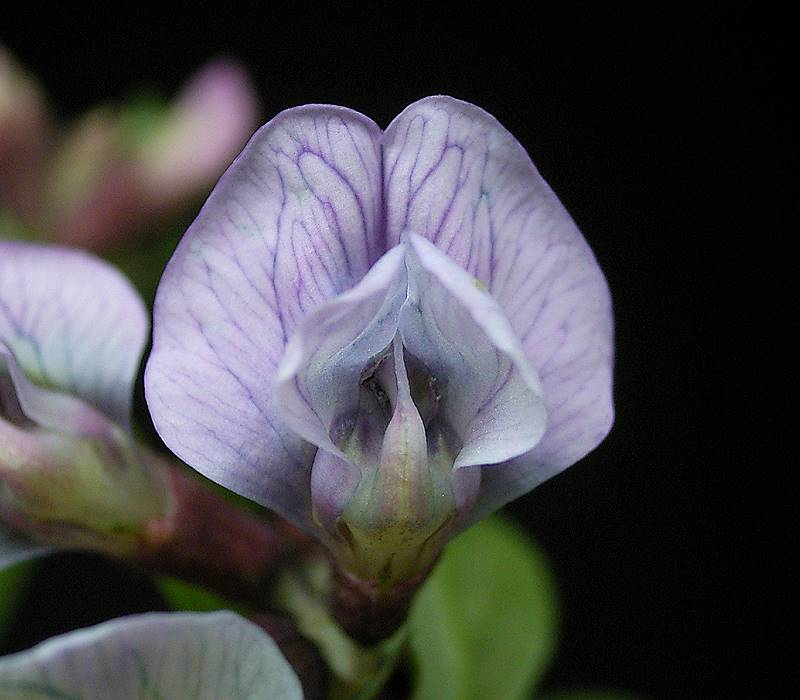
Bloem
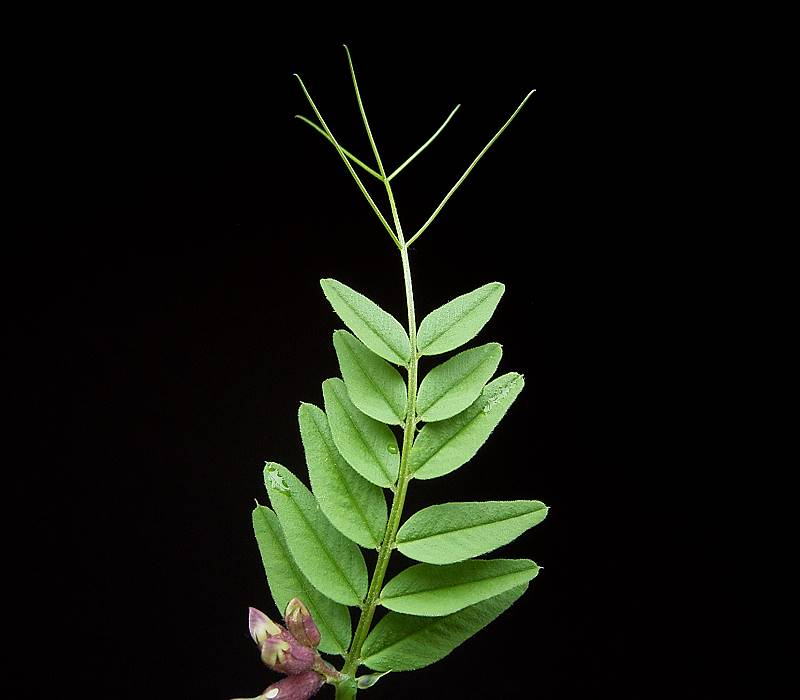
Blad
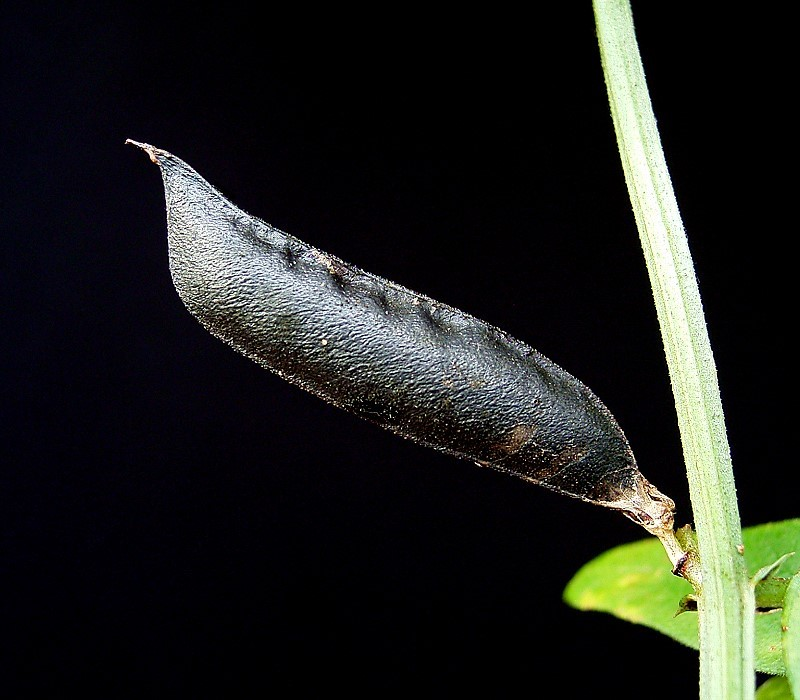
Peul
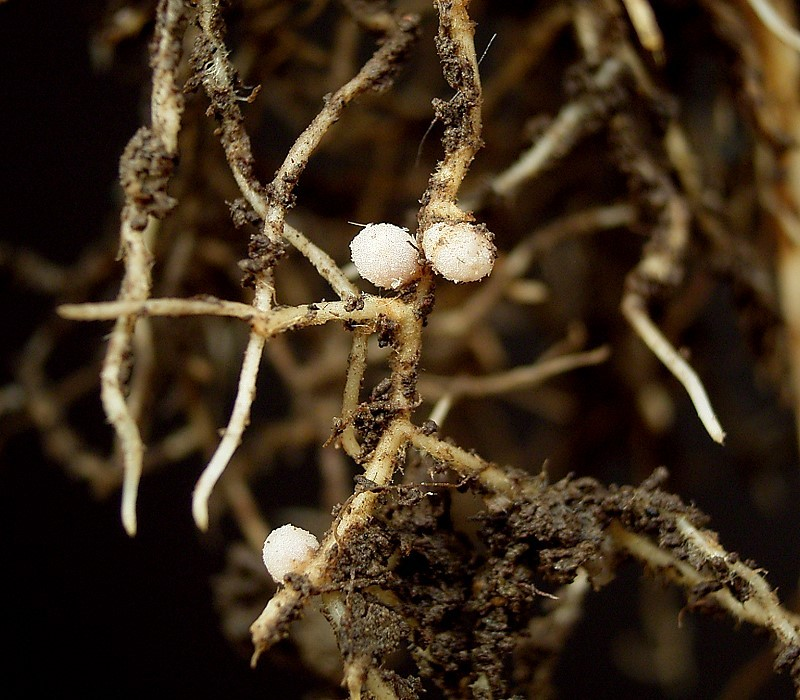
Stikstofwortelknolletjes
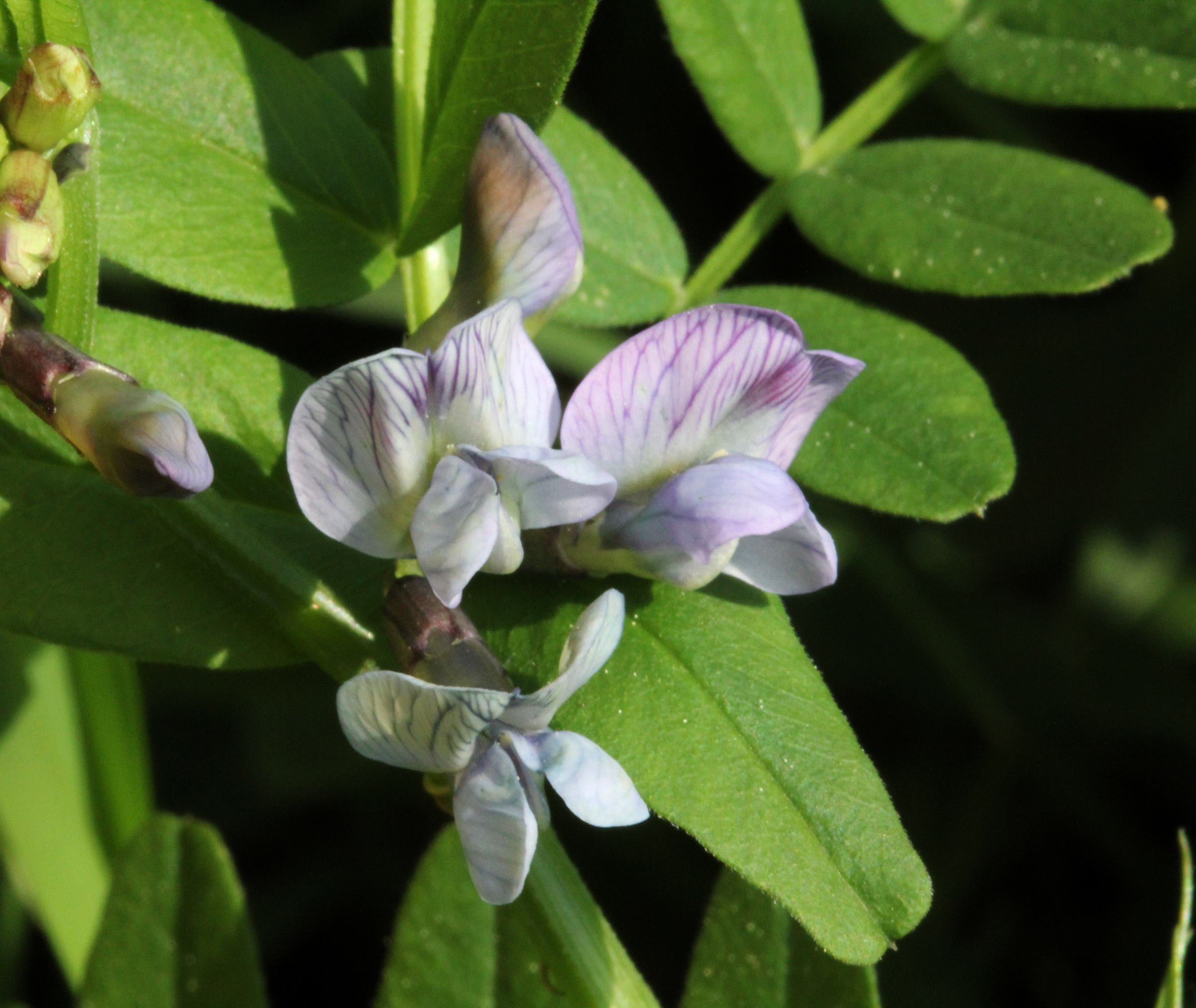
Bloem